# Dacito

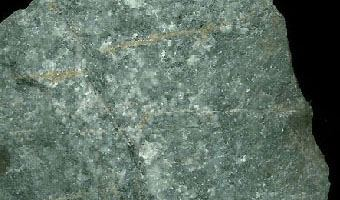
Dacito.

Dacito é uma rocha vulcânica formada por plagioclásio, quartzo, ortoclase, piroxênio, anfibólio ou biotita.
É uma rocha vulcânica ígnea. Pode ter uma textura de afanítica a porfiroide e tem composição intermediária entre andesito e riólito. A palavra "dacito" vem de Dácia, uma província do Império Romano que ficava entre o rio Danúbio e as montanhas dos Cárpatos (hoje as modernas Romênia e Moldávia), onde a rocha foi descrita pela primeira vez.

## Composição
O dacito consiste principalmente de feldspato plagioclásico com biotita, horneblenda e piroxena (augita e/ou enstatita). Possui quartzo como alguns fenocristais arredondados e corroídos ou como elemento da massa do solo. As proporções relativas de feldspato e quartzo no dacito e em muitas outras rochas vulcânicas são ilustradas no diagrama QAPF. A classificação TAS, baseada no conteúdo de sílica e álcalis, coloca o dacito no setor O3. A plagioclase varia de oligoclase a andesina e labradorita. A sanidina ocorre, embora em pequenas proporções, em alguns dacitos, e quando abundante dá origem a rochas que formam transições para os riólitos.
A massa do solo dessas rochas é composta de plagioclásio e quartzo.

## Textura
Em amostras de mão, muitos dos dacitos de horneblenda e biotita são rochas cinza ou marrom-pálido e amarelo com feldspato branco e cristais pretos de biotita e hornblenda. Outros dacitos, especialmente os que contêm piroxena, são de cor mais escura.

Os dacitos porfiroides contêm fenocristais de plagioclásio altamente zonados e/ou fenocristais de quartzo corroídos e arredondados. Horneblenda subédrica e grãos de biotita alongados estão presentes. Fenocristais de sanidina e augita (ou enstatita) são encontrados em algumas amostras. A massa do solo dessas rochas é frequentemente microcristalina afanítica, com uma teia de feldspatos minúsculos misturados com grãos intersticiais de quartzo ou tridimita; mas em muitos dacitos é amplamente vítreo, enquanto que em outros é felsítico ou criptocristalino.